# Johanne Margrethe Sømme
Johanne Margrethe Sømme, född 1892, död 1932, var en norsk pianist och musikpedagog.
Sømme, som var lärjunge till Ernst von Dohnányi, debuterade 1912 och var en betydande pianist, som från 1921 levde och verkade, även som musikpedagog, i New York.